# Vazimolo
Vazimolo était une émission de télévision jeunesse québécoise animée par André Robitaille et diffusée du 7 septembre 1991 à 1995 à la Télévision de Radio-Canada tous les samedis et dimanches matin.

## Avant Vazimolo
Vazimolo remplace les émissions Samedi jeune le samedi matin et Déclic, animée par Luc Senay, le dimanche matin.

## Concept
Des sketchs, des chansons et des chroniques étaient proposés aux enfants entre deux dessins animés. 
Une partie de l'émission était consacrée à un artiste invité, au cours de laquelle André et l'invité produisaient un sketch avec costumes et décors, correspondants au rêve de l'invité. Ensuite il y avait une courte entrevue et vers la fin, André et son invité dédicaçaient un pull et le marquaient de leurs mains. Ce dernier était à gagner à la fin de chaque émission.

## Dans la culture populaire
André Robitaille est devenu assez rapidement l'un des personnages incontournables dans l'univers télévisuel des jeunes québécois[réf. nécessaire]. Son humour était à mi-chemin entre La Boîte à Surprise et le Capitaine Bonhomme.
Michel Boudichon, Yvan Boudrias, Raynald Laforce, Rodrigue, la Petite Peste et le jumeau d'André Robitaille étaient les personnages récurrents.

## Production
- Martin Doyon, André Robitaille : écriture des textes
- Louise Ducharme : réalisation
- Anne Bisson : musique
- Marie-Claude De Chevigny : thème du générique

## Disparition
En 1995, Radio-Canada a retiré Vazimolo des ondes pour le remplacer par Bouledogue Bazar.